# 감삼동
감삼동(甘三洞)은 대구광역시 달서구의 법정동·행정동이다. 일부 지역은 행정동 죽전동의 관할이다.

## 지명의 유래
옛날에 감삼동 일대에는 감나무가 많이 자라고 있었는데 어느 날 이 마을을 다스리던 원님이 감나무에 달린 탐스럽고 붉은 감을 보고 감탄하였다고 한다. 당시 그 마을은 마을이름이 지어지지 않았었는데 어느 날 마을 사람들이 원님에게 감을 대접하면서 마을 이름을 지어달라고 부탁하였고, 감을 다 먹은 원님이 감이 달고 맛있어 그 감을 3개나 먹었으니 마을 이름을 감삼이라 칭하라고 명령하였다.

## 도시철도
감삼네거리에 대구 도시철도 2호선 감삼역이 있다. 죽전역과 용산역도 감삼동 근처에서 만난다.

## 교육
- 대구광역시교육연수원
- 대구감삼초등학교
- 대구본리초등학교

## 주거
| 단지명                  | 건설사       | 시행사                    | 주소              | 입주       | 비고                  |
| ----------------------- | ------------ | ------------------------- | ----------------- | ---------- | --------------------- |
| 성당 코오롱하늘채       | 코오롱글로벌 | 성당주공 3단지 재건축조합 | 달서구 장기로 160 | 2007년 8월 | 성당주공 3단지 재건축 |
| 우방 드림시티           | ㈜우방       | ㈜우방                    | 달서구 와룡로 143 | 2003년 3월 |                       |
| 대우월드마크 웨스트엔드 | 대우건설     | ㈜청광주택                |                   | 2010년 8월 |                       |

## 유통
- 감삼중앙시장
- 서남시장

{{대구 달서구}